# Pierre Demarne
Pierre Jacques Demarne, né à Paris le 24 décembre 1924 et mort dans cette même ville le 31 janvier 1999, est un peintre surréaliste et critique d'art français.

## Biographie
Pierre Demarne est un ancien élève de l'IDHEC, deuxième promotion entrée en 1944. 
En 1947, il rencontre André Breton, et participe alors pendant quatre ans à toutes les activités du groupe surréaliste, comme à l'exposition internationale de la Galerie Maeght, où il expose son tableau le plus célèbre, La Formation seule, et en 1948, à l'exposition « COMME ». Pierre Demarne rencontre alors Sarane Alexandrian, puis Jacques Kober et Francis Meunier, dont il restera proche toute sa vie.
À partir de 1951, Pierre Demarne publie des ouvrages d'art, dont Bref, étoile, illustré par Jacques Hérold, et Pure peine perdue, illustré par Henri Matisse et Marc Chagall. En 1956, il est associé au mouvement Phases d'Édouard Jaguer. En 1959, il publie, avec Max Rouquerol, Les Ordinateurs, réédité 13 fois, et traduit en de nombreuses langues.
En 1960, il montre ses encres emblématiques à l'Exposition internationale du surréalisme de New York. Il est exposé dans toutes les rétrospectives surréalistes des années 1980 et 1990, à Milan, Francfort, et Paris.
Il publie d'importants ouvrages illustrés tels que Muets chevalets (1987) et Notre Île de Pâques (1990) avec Michel Butor, ainsi que des réflexions sur l'art moderne, Art, Artistes, en 1977, et Art, Artistes 2, chez Rafael de Surtis, en 1997. C'est à cette occasion qu'il rencontre Rafael de Surtis et Paul Sanda et participe activement au développement de leur maison d'édition.

## Publications
- Bref, étoile, objet du zénith, poèmes, avec une lettre de Malcolm de Chazal et un frontispice de Jacques Hérold, 1951
- Pure peine perdue, notes et poèmes, contenant un essai sur le progrès ; l'auteur vu par Henri Matisse ; illustrations de Marc Chagall, 1955
- Les Ordinateurs électroniques, avec Max Rouquerol, 1959
- Art, artistes : 1947-1977, trente ans d'écrits et conversations sur les arts plastiques contemporains, 1977
- Muets chevalets : hommages à Marc Chagall, Max Ernst, Jacques Hérold, René Magritte, Henri Matisse, 1987
- Notre Île de Pâques, avec Michel Butor, 1990
- Art, artistes 2. Première partie, 1977-1987 : derniers écrits sur les arts plastiques et le surréalisme, Rafael de Surtis, 1997
- Art, artistes 2. Seconde partie, 1987-1997 : derniers écrits sur les arts plastiques et le surréalisme, Rafael de Surtis, 1997